# Heinrich Schiff
Heinrich Schiff (Gmunden, Austria, 18 de noviembre de 1951 - Viena, 23 de diciembre de 2016) fue un violonchelista y director de orquesta austriaco. 

## Trayectoria
Estudió violonchelo con Tobias Kühne y con André Navarra, e hizo su debut en solitario en Viena y Londres en 1971.
Actuó con muchas orquestas y directores en Europa, los EE. UU. y Japón en calidad de invitado. Entre otros, trabajó con directores como Claudio Abbado, Sergiu Celibidache, Colin Davis, Christoph von Dohnányi, Nikolaus Harnoncourt, Zubin Mehta, Giuseppe Sinopoli y Franz Welser-Most. 
Tocó las más importantes obras del repertorio de violonchelo, incluyendo tanto las de cámara como los grandes conciertos para violonchelo. 
Debutó como director de orquesta en 1986 y dirigió importantes orquestas como la Filarmónica de Los Ángeles, la Stuttgart Radio Symphony Orchestra y la Staatskapelle de Dresde. A partir de 1990 fue el principal director invitado de la Orquesta Bruckner de Linz. Fue director artístico de la Northern Sinfonia entre 1990 y 1996, y grabó con ella para el sello NMC. Fue también director principal de la Copenhagen Philharmonic Orchestra, en Copenhague, Dinamarca, entre 1996 y el 2000, y de la Orchester Musikkollegium Winterthur suiza. De 2006 a 2009 dirigió el Musiktage Mondsee. 
También trabajó como profesor, en primer lugar en la Academia de Música y Danza de Colonia, a continuación, en la Universidad de Basilea, más tarde en el Mozarteum de Salzburgo y en la Universidad de Música y Artes Escénicas de Viena. 
Heinrich Schiff murió el 23 de diciembre de 2016, a raíz de una enfermedad grave en un hospital de Viena.

## Orquesta de Cámara de Viena
En 2004 fue contratado como director jefe de la Orquesta de Cámara de Viena, con la que trabajó entre 2005 y 2008, cuando por razones de salud tuvo que abandonar el cargo.

## Sus instrumentos
Schiff tocaba con un Stradivarius "Mara" de 1711 y con el "Sleeping Beauty", construido por Domenico Montagnana en Venecia en 1739.

## Grabaciones más premiadas
Su grabación de las Suites para violonchelo solo, de Johann Sebastian Bach recibió varios premios, y su grabación de los dos conciertos para violonchelo de Dmitri Shostakovich (op. 107 y op. 126) obtuvo el Grand Prix du Disque. También, su grabación del Doble concierto de Johannes Brahms, al lado de Frank Peter Zimmermann y de Wolfgang Sawallisch, consiguió el Deutscher Schallplattenpreis.[cita requerida]

## Obras dedicadas a él
Entre otros, John Casken y Friedrich Cerha compusieron obras para el chelo de Heinrich Schiff. También estrenó obras de otros muchos compositores, entre ellos Witold Lutoslawski, Hans Werner Henze, Ernst Krenek, Wolfgang Rihm, Friedrich Gulda, Hans Zender y Otto Zykan. 

## Discípulos
Uno de sus discípulos fue Rudi Spring.[cita requerida]

## Discografía parcial

### Como violonchelista
- Bach: Suites para violonchelo solo (EMI 1985)
- Beethoven: Triple concierto con Christian Zacharias y Ulf Hoelscher, Leipzig Gewandhaus Orchestra bajo Kurt Masur (Eterna y Philips 1985)
- Brahms: Sonatas para violonchelo con Gerhard Oppitz, piano (Philips, 1997)
- Dvořák: Concierto para violonchelo en la Orquesta del Concertgebouw bajo Antal Doráti (Philips 1994)
- Gulda: Concierto para violonchelo y orquesta de viento con el viento de Viena Ensemble bajo Friedrich Gulda (Amadeo 1981) - dédicataire e intérprete de estreno

### Como director de orquesta
- Chopin. Piano Concertos No. 1 y 2 con Nikolai Demidenko y Orquesta Philharmonia (Hyperion, 1994)
- Haydn :. conciertos para violín n.º 1, 3 y 4 con Christian Tetzlaff y el norte de Sinfonia (Virgin, 1991)
- Mozart: Sinfonía núm .. 29 en la mayor, la Sinfonía n.º 40 en sol menor y A Little Night Music con la Northern Sinfonia (Virgin, 1992)